# Dampierosa
Dampierosa là một chi cá biển trong họ Cá mao mặt quỷ Synanceiidae thuộc bộ Cá mù làn Scorpaeniformes được tìm thấy ở đông Ấn Độ Dương.

## Các loài
Hiện tại có 1 loài được ghi nhận trong chi này:
- Dampierosa daruma Whitley, 1932